# Mehaničar
Mehaničar, ženski oblik mehaničarka, je osoba održava i popravlja vozila i strojeve. Najčešće radi u radionicama ili tvornicama.
Posao mehaničara sastoji se u detaljnom pregledu, utvrđivanju i uklanjanju neispravnosti i oštećenja kako bi stroj ili vozilo bilo sigurno i pouzdano. Prije izvođenja popravka mehaničar utvrđuje oštećenje te mora dobro poznavati rad stroja, uređaja ili opreme.

## Srodna zanimanja
- Mehaničar poljoprivrednih strojeva
- Automehaničar
- Mehaničar industrijskih strojeva
- Elektromehaničar
- Elektroničar-mehaničar
- Brodomehaničar
- Finomehaničar